# Glatt (flod)

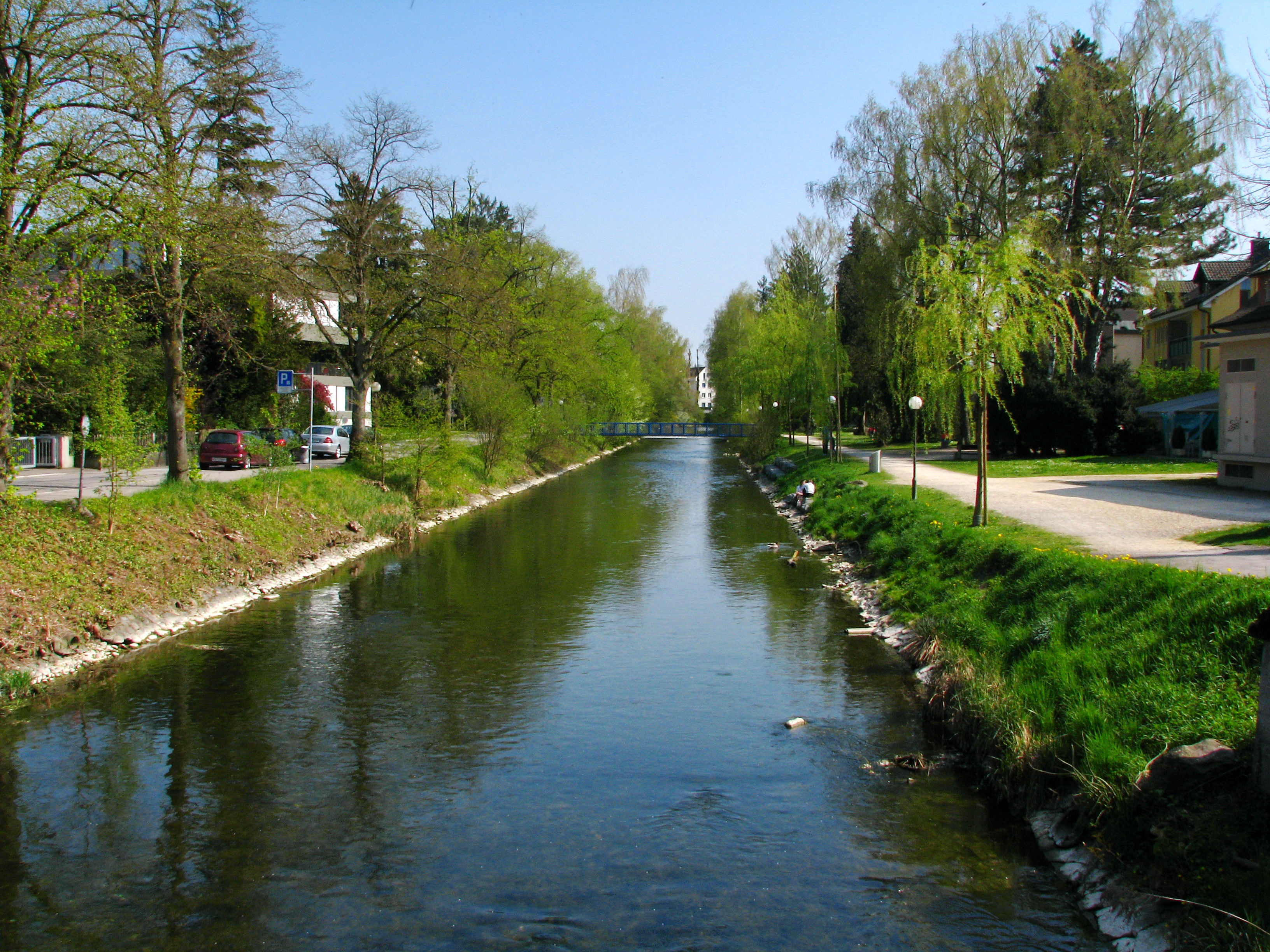
Floden i Dübendorf.

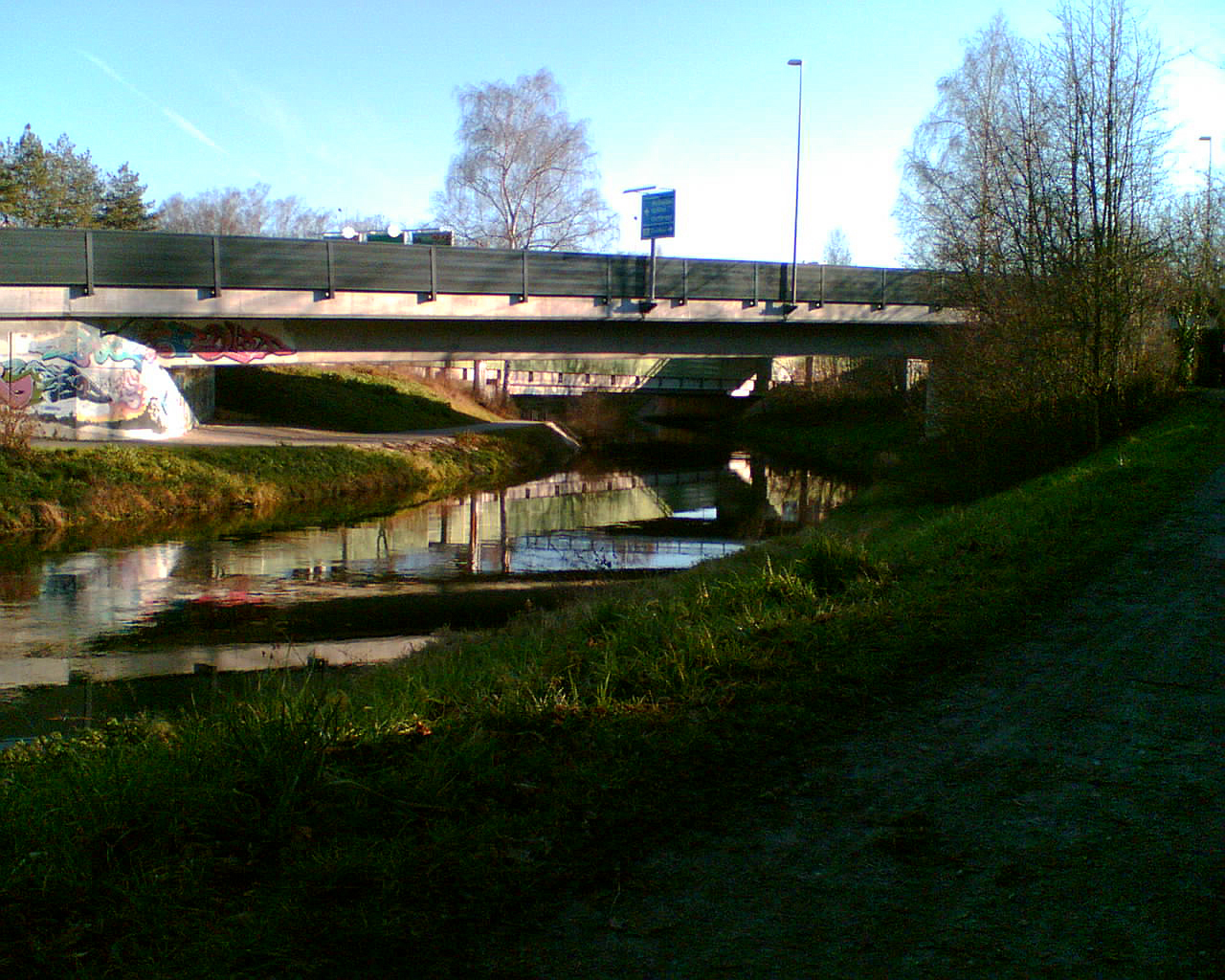
Glatt.

Glatt är en biflod till floden Rhen i kantonen Zürich i Schweiz. Den är 38,5 km lång och rinner från Greifensee och sedan vidare i Glatttal för att mynna ut i Rhen vid Rheinsfelden. Det tidigaste omnämnandet av floden var år 1034 som glat. Namnet kommer från det gammelhögtyska adjektivet glat, som betyder antingen ljus, klar eller plan, slät.